# Erkel Színház
Az Erkel Színház Budapesten, a VIII. kerületi II. János Pál pápa téren található. 2025-től az Erkel Színház új művészeti küldetéssel, Szente Vajk vezetésével folytatja működését: az intézmény a musicalek első számú hazai otthonává kíván válni, egyedülálló helyet elfoglalva a magyar zenés színház térképén. A megújulás célja, hogy önálló arculattal, saját produkciókkal és kortárs színházi szemlélettel szólítsa meg a közönséget.
1911-ben épült Népopera néven, 1951-ig önálló intézmény volt, ekkor a felduzzasztott közönségigényt kielégíteni nem képes Magyar Állami Operaházhoz csatolták. 1961–1962 között átépítették, negyvenöt évvel később azonban műszaki okok miatt bezárták. 2013. március 1. -től az Operaház kamaraszínházaként működött.  2025-től önálló színházként működik, ahol musicaleket játszanak.
1819 ülőhelyével Magyarország legnagyobb állandó kőszínháza.

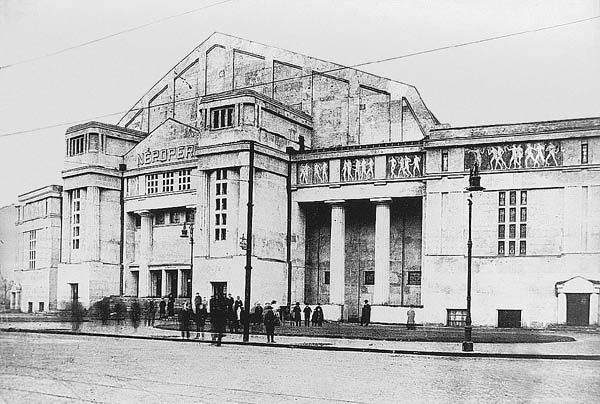
A Népopera a 20. század tízes éveiben

## Története

### Az épület
Az akkori Tisza Kálmán téren 1911. december 8-án adták át, kezdetben 3167, később 2400 fővel az ország legnagyobb befogadóképességű színházépületét Népopera néven.

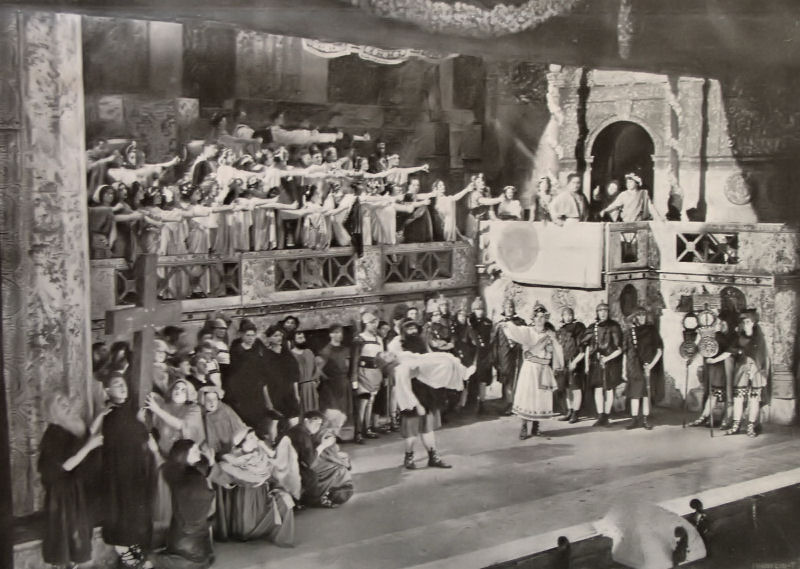
Az első premier fináléja

A Népopera Részvénytársaság megbízásából a terveket Jakab Dezső, Komor Marcell és Márkus Géza készítették. A telket a székesfőváros, szigorú tartalmi elvárásokkal, ötven évre ingyenesen adta a részvénytársaságnak. A megállapodás része volt többek között:
- állandó magyar színtársulat szerződtetése
- az előadások nyelve csak a magyar lehetett
- meghatározták a külföldi vendégjátékok számát és jellegét is
- külön figyelmet kellett fordítani magyar szerzők műveinek bemutatására

A színház rövid idő (9 hónap) alatt készült el. A színpad 14 m széles és 8,5 m magas volt, tágas hátsó térrel és a kor legmodernebb színpadtechnikai eszközeivel ellátva. A színpadtér orgonával is rendelkezett.
A színházba belépő előbb a tágas fogadótérbe (40×10 méter) jutott. A puritán nézőteret csak Pór Bertalan nagyméretű freskója díszítette, a világítás 40 000 gyertyafény erősségű volt.
A nézőtéri ülőhelyek megoszlása a megnyitó időpontjában
Földszint: 1644
Emeleti karzat: 1303
A 44 páholyban 220
Az intézmény gazdaságos működtetése az első négy évtizedben komoly problémát jelentett. Sűrűn változtak a bérlők, az eredeti művészi koncepciót a főváros többször, rövidebb-hosszabb időre feladni kényszerült.[forrás?]

### A Népopera
Az első igazgató, Márkus Dezső (Márkus Géza fivére) igényes szolgáltatást ígért az óriási nézőtérre jegyet váltóknak. A belépők ára töredéke volt a Andrássy úti intézményének: a legjobb helyekre 3 koronáért, az első emeleti erkély utolsó soraiba 50 krajcárért lehetett jegyet váltani. Három éven belül a társaság a jegyárakat nem emelhette.

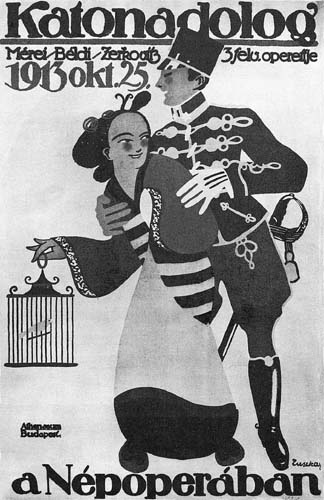
Mérei Adolf – Béldi Izor –Zerkovitz Béla Katonadolog című operettjét 1913-ban mutatták be a Népoperában

A nyitó előadáson először az igazgató vezényelte Erkel Ferenc Hunyadi László operájának nyitányát. Ezt követte az első bemutató, Jean Nouguès Quo vadis című operája. Az évadban többek között még három Verdi-opera (A trubadúr, Rigoletto, Traviata), Rossini: A sevillai borbély és Robert Planquette operettje: A corneville-i harangok szerepelt műsoron.
Rangos társulatok vendégszereplése színesítette a teátrum gazdag repertoárját. Az első évadban fellépett az Orosz Balett és a Theater an der Wien is. Ez utóbbi együttes karmesterei Lehár Ferenc és Stella Oszkár voltak.
Az évadot egy megismételhetetlen sorozat, szinte a teljes Wagner-életmű bemutatásával zárták. Neves Wagner-énekesek és a dessaui Hoftheater zenekarának közreműködésével a Ring ciklus, valamint a Lohengrin, a Tannhäuser, A bolygó hollandi, a Trisztán és Izolda és A nürnbergi mesterdalnokok is színre került.
A második évadban is elsősorban népszerű operák voltak műsoron. Az operettek közül az Aranyesőt játszották a legnagyobb sikerrel, Zerkovitz Béla első darabját. A több mint 3000 nézőt befogadó teátrumban 70 előadást ért meg a darab.
A harmadik évad legnagyobb eseménye Wagner: Parsifal (1914. január 1.) című grandiózus operájának bemutatója volt. A zenekart és a kórust Reiner Frigyes vezényelte. a betanításban az igazgató Márkus Dezső volt segítségére. A rendező Mérei Adolf, a címszereplő Anthes György volt.
Az első három évadban a színház több tucat bemutatót tartott, több külföldi társulatot is vendégül látott. Huszonöt előadásból álló hangversenysorozatán a Filharmóniai Társaság zenekarát Kerner István vezényelte.
Az első világháború kitörése megszakította a színház fejlődését, 1915. május 15-én a Népopera megszűnt létezni. Egy fél évvel később a főváros élt a jogával, és átvette a színházat. Az új igazgató Márkus Jenő lett. A repertoár nem sokban különbözött a korábbiaktól. Önálló társulat hiányában azonban csak vendégjátékokra építhettek. Rendszeresen fellépett a Vígszínház és Sebestyén Géza társulata.
A népopera eszménye megvalósíthatatlannak bizonyult. Azóta sem próbálkoztak hasonló koncepcióval. Bőséges anyagi támogatás mellett is utópisztikusnak tűnik közel háromezer személyes nézőtéren – Wagnerrel – telt házakat produkálni.
1916/1917-es szezonban Beöthy László bérelte ki a színházat. Elsősorban operettek, daljátékok voltak műsoron. Ebben az évadban volt Oscar Strauss Londonban már nagy sikerrel játszott Csokoládékatona című darabjának magyarországi ősbemutatója.
Megemlítendő, hogy 1917-ben Vágó László tervei alapján belső átépítésekre került sor, amely a nézőteret és a színpadot érintette.

### A Városi Színház

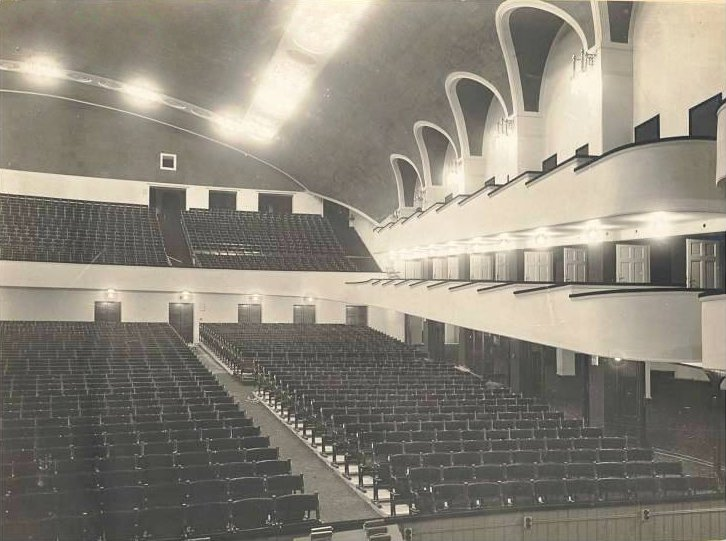
A nézőtér az átépítés után

1917 őszétől Faludi Gábor lett a bérlő. A színházat korszerűsítette, a nézőteret 2400 személyesre csökkentette. Az intézmény most már a nevében sem vállalta a népopera eszményét, az új név Városi Színház lett. Változatos évek következtek. 1921-től három éven át Ábrányi Emil vezetésével saját társulattal, az Operaház fiókintézménye, amely ifjúsági előadásokat is szervezett. 1924-től Sebestyén Géza a bérlő, aki néhány évvel később bérletrendszert is bevezetett. Néhány opera mellett főleg operettek és népszínművek voltak műsoron. Itt játszották tovább az 1937-ben lebontott Budai Színkör nyári előadásait.
1931-től, alig egy évig Ferenczy Károly volt a bérlő. Tőle egy színészekből álló grémium vette át a vezetést.
1932-től Bernardo Labriola bérelte az épületet, a nevet Labriola Varietére változtatva.
1933-ban a főváros alkalmi előadásokat rendezett az épületben. 1934-től hat szezonon át Föld Aurél lett a bérlő. Önálló társulata nem volt, befogadó jelleggel működtette, de 1940-ben fizetésképtelenné vált, és bérleményét kénytelen volt visszaadni a fővárosnak.

### A Magyar Művelődés Háza

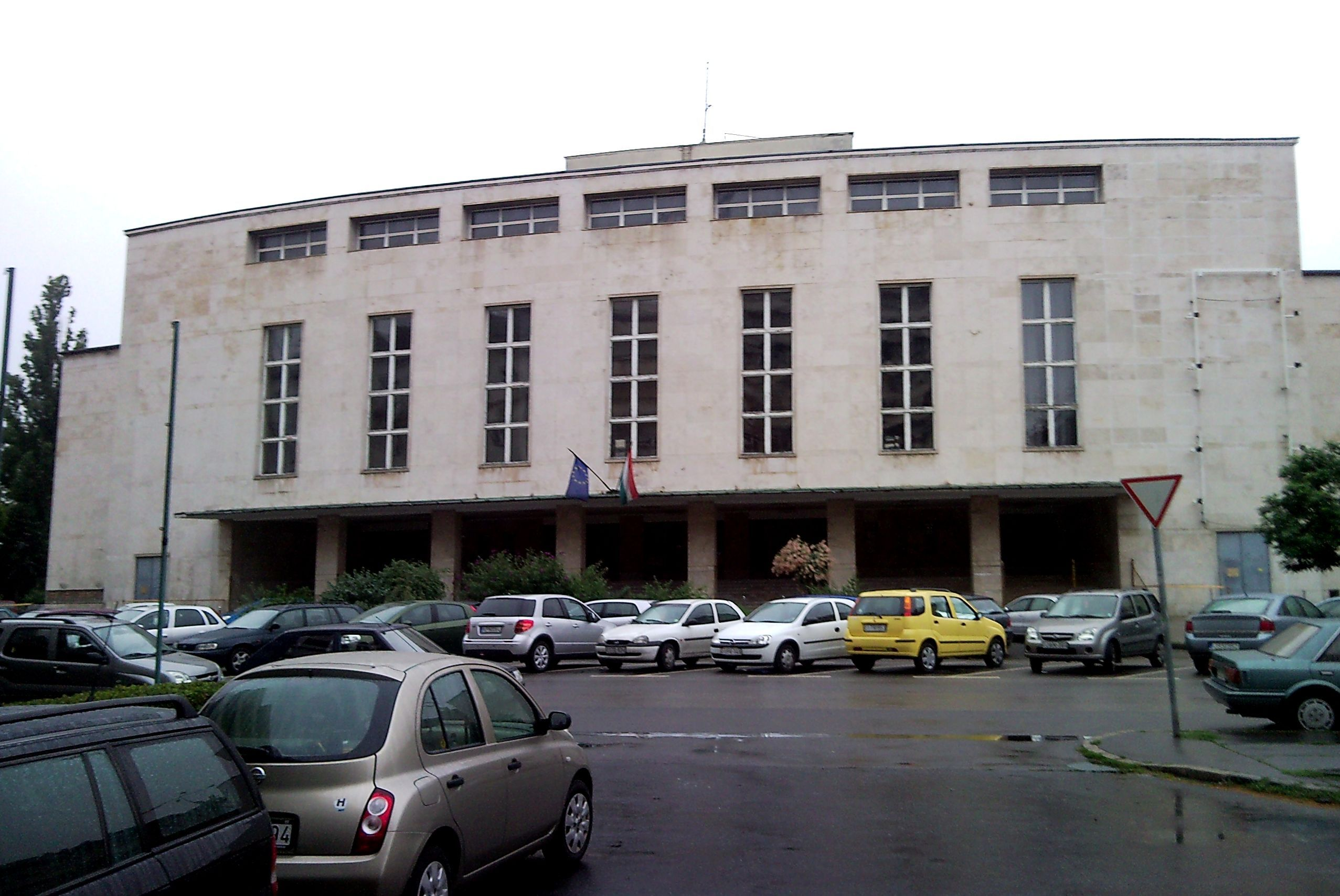
A felújítás előtt (2009)

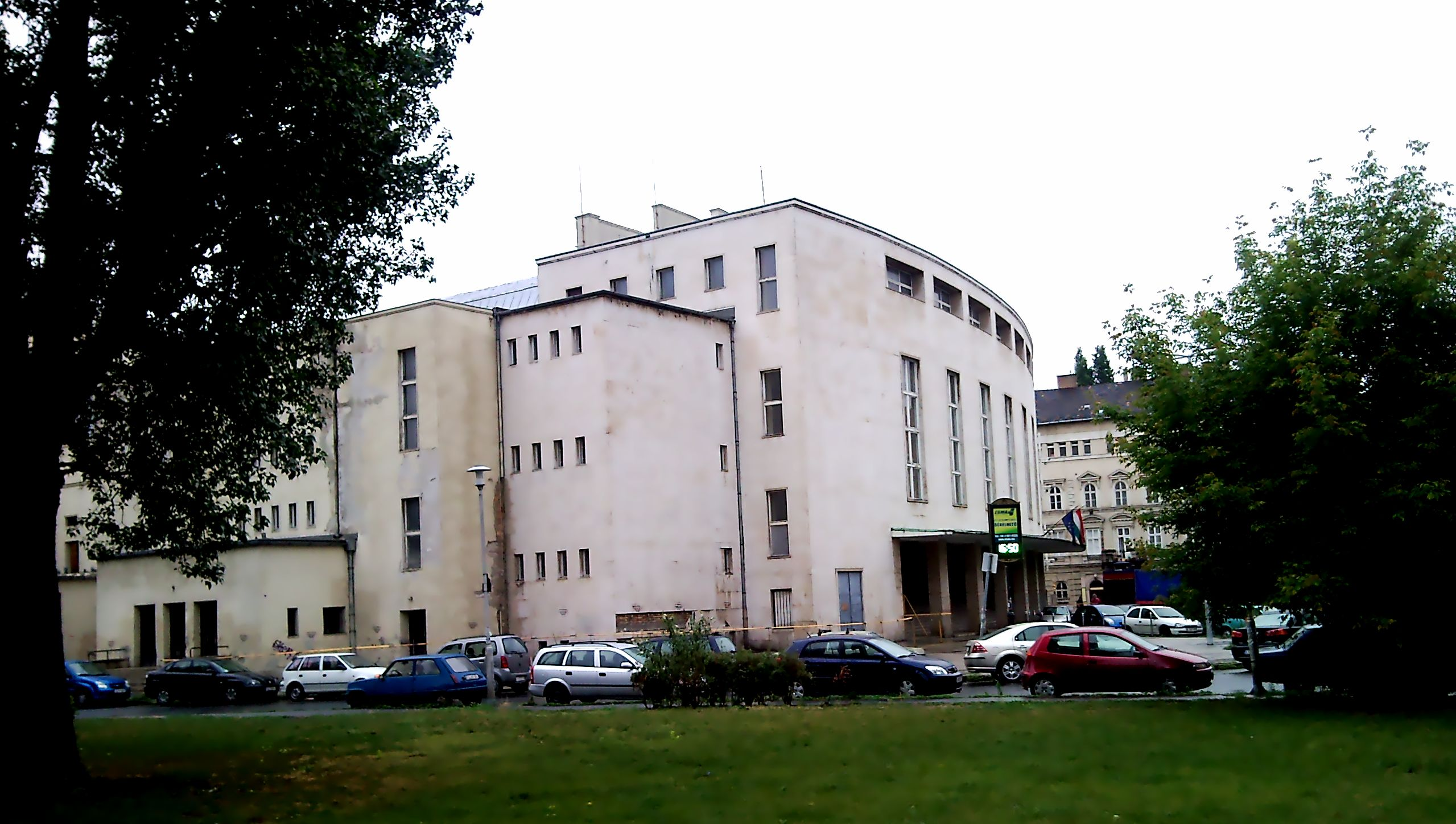
A felújítás előtt (2009)

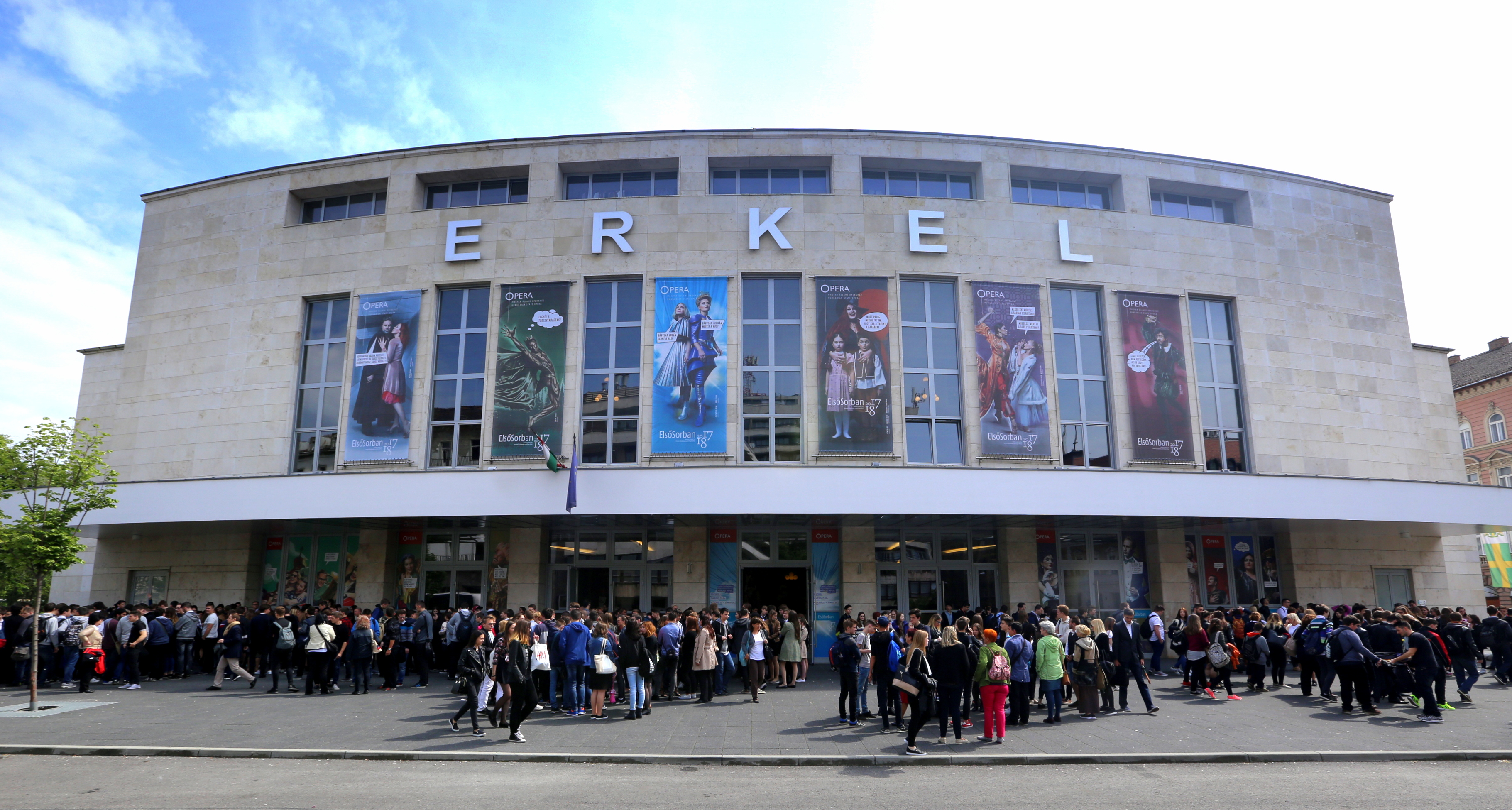
A felújítás után (2017)

1940 és 1945 között a főváros kezelésében mint népművelődési intézmény működött. Előadás-sorozatokat tartott itt az Operaház és a Nemzeti Színház, de rendeztek irodalmi esteket és hangversenyeket is.
1946-tól két éven át filmszínházként hasznosították.

### Az Operaház részeként
1948-tól ismét színházi előadásokat, köztük számos operát játszottak az épületben.
1951-ben került az Operaház felügyelete alá. Az Erkel Színház nevet 1953-ban vette fel. 1980 és 1984 között, az Operaház rekonstrukciója idején csak itt tartottak operaelőadásokat.
Az Erkel Színház néhány emlékezetes bemutatója:
- Nádasdy Kálmán–Oláh Gusztáv: Hovanscsina (1955); Don Giovanni (1956)
- Lamberto Gardelli: Ory grófja (1960), Macbeth (1961); A lombardok (1974)
- Ljubimov: Don Giovanni
- Ferencsik János–Mikó András: Parsifal
- Kovalik Balázs: Turandot

### Bezárás és újranyitás
A bezárás előtt, a 2007. június 7-i búcsúkoncerten telt meg utoljára az épület. Ezt követően majd hat évig zárva tartott. Szó volt a lebontásáról is, azonban végül a felújítás mellett döntöttek, amely két lépcsőben történt meg. Az első „kis” nyitóelőadása 2013. március 1-jén a Magyar Nemzeti Balett, a Győri Balett és a Pécsi Balett közös Pas de Trois13 című előadása volt. A tavaszi szezon során még több mint 80 előadáson telt meg a nézőtér, majd nyáron újra bezárta kapuit az intézmény. 2013. november 7-én, a magyar opera napján, a névadó Erkel Ferenc születésének kétszázharmadik évfordulóján négynapos programsorozattal adták át az felújított színházat, amely az Operaház teljes jogú és értékű testvérszínházaként, színházként és közösségi térként folytatja működését.

### Ismét önálló színház

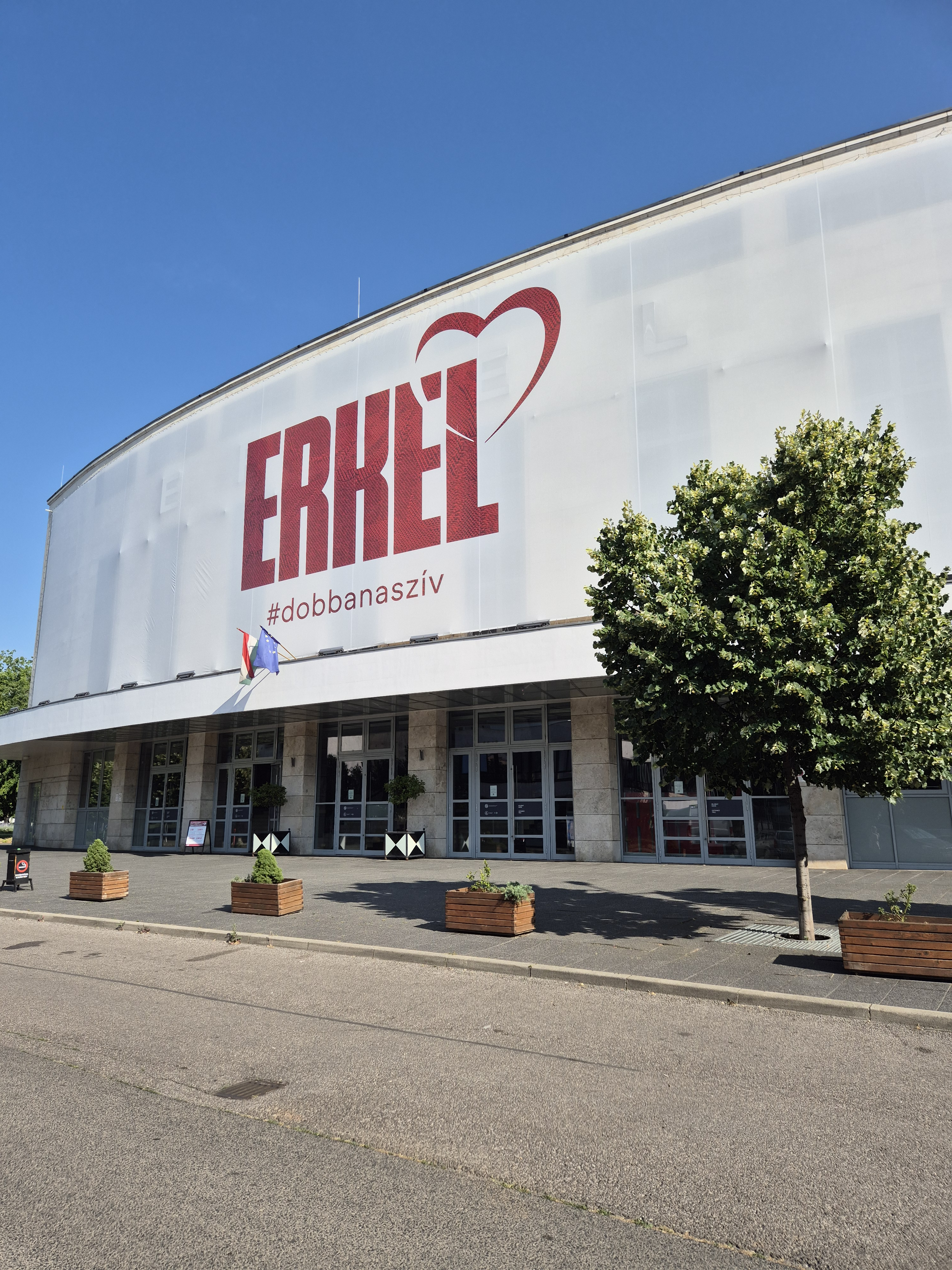
A megújult Erkel Színház (2025)

A kormány 2024. november 28-án döntött egy 100%-ban állami tulajdonban lévő nonprofit cég létrehozásáról, amely 2025. január 1-től az Erkel Színház épületében egy új zenés-táncos színházat működtet. A színház így leválik az Állami Operaházról és önálló teátrumként működik tovább. 2025-ös állami költségvetésben a Magyar Állami Operaháznak az ingóságok átadásáért 2 milliárd forintot míg az új színház működésére 3,5 milliárdot irányoz elő.
2025. május 2-án egy gálaest keretében, amelynek a Hello, Erkel! – Beköszönünk nevet adták, 1800 néző előtt mutatták be az önálló színház első évadának műsorát. A 2025/2026-os évadban induló intézmény ügyvezető igazgatója Szente Vajk, művészeti vezetője pedig Cseke Péter.

#### Bemutatók (2025–)
| Évad      | Szerzők                                                  | Mű                           | Rendező        |
| --------- | -------------------------------------------------------- | ---------------------------- | -------------- |
| 2025/2026 | Juhász Levente – Szente Vajk – Galambos Attila           | A trón                       | Szente Vajk    |
| 2025/2026 | Szilveszter Lévay – Michael Kunze                        | Rebecca                      | Béres Attila   |
| 2025/2026 | Orbán Tamás – Rakonczai Viktor                           | Álomutazó                    | Juronics Tamás |
| 2025/2026 | Szilveszter Lévay – Michael Kunze                        | Elisabeth                    | Szente Vajk    |
| 2025/2026 | Alan Menken – Glenn Slater –Joseph Howard – Marc Shaiman | Apácashow                    | Szente Vajk    |
| 2025/2026 | Demjén Ferenc – Goda Krisztina – Kormos Anett            | Hogyan tudnék élni nélküled? |                |

## Nevezetes események
- 1912 márciusában itt lépett színpadra Magyarországon először a Gyagilev által vezetett Orosz Balett. Az együttes tagja volt többek között: Vaclav Nyizsinszkij, Adolf Bolm, Mihail Fokin, Anna Pavlova, Tamara Karsavina és Ida Rubinstein.
- Jasha Heifetz első budapesti vendégjátéka a Népoperában
- Az épületben fellépett:
  - Bartók Béla
  - Arturo Toscanini
  - Wilhelm Furtwängler
  - A milánói Scala
  - Bécsi Filharmonikusok
  - Párizsi Opéra Comique
- A Magyar Állami Népi Együttes első bemutatóját, 1951. május 14-én a Városi Színházban tartotta. Az Erkel Színház további tizenhárom premier helyszíne volt.
- Mojszejev együttes (2002)
- 2013 óta a Primavera Fesztivál keretében évente bemutatkozik a magyarországi és határon túli magyar operatársulatok egy-egy produkciója.[7]
- A könnyűzene világsztárjai az Erkel Színházban:
  - Yves Montand (1957)
  - Gilbert Bécaud (1968. (április 21.–április 22.)
  - Nashville Teens (1967. május 21.)
  - Ella Fitzgerald (1968. február 29.)[8]